# Gedaged
Le gedaged est une des langues ngero-vitiaz parlée par environ 7 000 locuteurs dans les villages côtiers et les îles de la baie de l'Astrolabe, province de Madang.